# Stadion Korony Kielce
Stadion Korony Kielce – stadion piłkarski położony przy ul. Wojciecha Szczepaniaka 29 w Kielcach, należący do Korony Kielce.
Korona Kielce pierwszy mecz w historii klubu rozegrała na stadionie Iskry przy ul. Romualda Mielczarskiego. Pokonała w nim Spartę Kazimierza Wielka, a dwa gole zdobył Andrzej Jung. W 1975 roku mecze barażowe o awans do II ligi rozgrywane były na Stadionie Błękitnych Kielce, a spotkanie z Lublinianką Lublin obejrzało 20 tys. widzów. Również na początku sezonu 1975/1976 pojedynki odbywały się na obiekcie Błękitnych, ale później piłkarze przenieśli się na stadion przy ul. Iwana Koniewa (obecnie Wojciecha Szczepaniaka).
Po awansie do Idea Ekstraklasy w sezonie 2004/2005, również w następnych rozgrywkach Korona rozgrywała domowe mecze na stadionie przy ul. Wojciecha Szczepaniaka, który nie spełniał wymogów licencyjnych I ligi, ale zarząd Polskiego Związku Piłki Nożnej zgodził się na występy piłkarzy na tym obiekcie. Pierwszy mecz najwyższej klasy rozgrywkowej odbył się 26 lipca 2005 roku, a Korona podejmowała w nim Cracovię. Spotkanie zakończyło się bezbramkowym remisem, choć to kielczanie byli bliżej zwycięstwa. Pojedynki rozgrywane były początkowo w godzinach popołudniowych, a następnie w południowych, ze względu na brak oświetlenia. O najwcześniejszej godzinie w historii obiektu ligowy mecz rozpoczął się pod koniec listopada 2005 roku, kiedy Korona zwyciężyła Groclin Dyskobolię Grodzisk Wielkopolski, a piłkarze wybiegli na boisko o godzinie 11:00.
2 marca 2006 roku stadion przy ul. Wojciecha Szczepaniaka wizytowała specjalna komisja złożona z delegatów Świętokrzyskiego Związku Piłki Nożnej oraz przedstawiciela Polskiego Związku Piłki Nożnej. Uznała ona, że zarówno murawa boiska, trybuny, jak i budynek administracyjny na stadionie są gotowe do rozegrania meczu Korony z Pogonią Szczecin w wyznaczonym terminie. W noc poprzedzającą spotkanie spadła jednak duża ilość śniegu i sędzia Hubert Siejewicz został zmuszony przełożyć pojedynek. Terminarz meczów rundy rewanżowej spowodował, że Korona nie rozegrała żadnego ligowego meczu wiosną na swoim stadionie. 1 kwietnia 2006 roku klub przeniósł się na wybudowaną w miejscu dawnego stadionu Błękitnych Arenę Kielce.

## Mecze Ekstraklasy

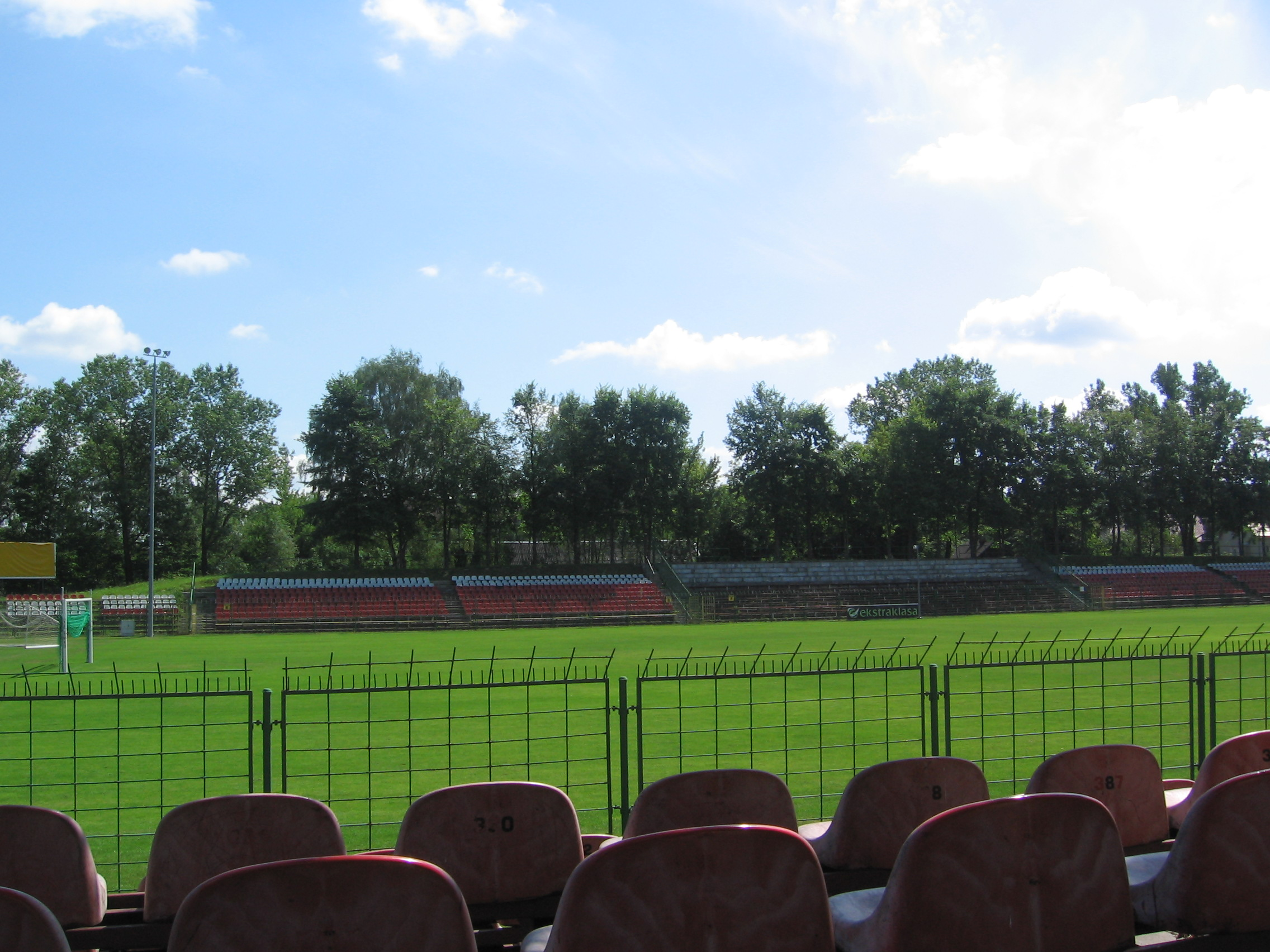
Sektory E, F, G i H widziane z sektora B.

| Nr | Data spotkania      | Gospodarz     | Gość                                     | Wynik | Widzów |
| -- | ------------------- | ------------- | ---------------------------------------- | ----- | ------ |
| 1  | 26 lipca 2005       | Korona Kielce | Cracovia                                 | 0−0   | 7000   |
| 2  | 30 lipca 2005       | Korona Kielce | Odra Wodzisław Śląski                    | 0−1   | 5500   |
| 3  | 20 sierpnia 2005    | Korona Kielce | Polonia Warszawa                         | 3−2   | 5500   |
| 4  | 10 września 2005    | Korona Kielce | Wisła Płock                              | 2−3   | 6000   |
| 5  | 1 października 2005 | Korona Kielce | Amica Wronki                             | 2−1   | 5000   |
| 6  | 5 listopada 2005    | Korona Kielce | Górnik Łęczna                            | 1−1   | 5000   |
| 7  | 26 listopada 2005   | Korona Kielce | Groclin Dyskobolia Grodzisk Wielkopolski | 3−0   | 4000   |